# Michaël Trahan
Michaël Trahan, né en 1984, est un poète et essayiste québécois, professeur au département de littérature, théâtre et cinéma à l'Université Laval,.

## Biographie
Michaël Trahan est né en 1984 et a grandi à Acton Vale en Montérégie. Il détient un doctorat de l'Université de Montréal, sa thèse portant sur la lisibilité de la littérature dans le champ poétique français contemporain.
En 2013, il publie son premier recueil de poésie, Nœud coulant, chez Le Quartanier, qui lui vaut le Prix Émile-Nelligan, le Prix du Festival de la poésie de Montréal ainsi que le Prix Alain-Grandbois. « Poétique funèbre revisitée », Nœud coulant « explore en profondeur le thème de la mort, nous mène dans un univers glauque qui rappelle le cauchemar ».
En 2018, Trahan publie son second recueil, La raison des fleurs, chez le même éditeur, recueil pour lequel il reçoit le Prix littéraires du Gouverneur général. Trahan y tisse poésie et fiction, inspiré par une série de photographies retrouvées chez un brocanteur, dont la première, une femme inconnue qui entre toute habillée dans la mer, orne la couverture de ce recueil où règne une « sensation d’inquiétante étrangeté ». La même année il fait paraitre chez Nota bene un essai sur la réception des œuvres du marquis de Sade dans La Postérité du scandale : petite histoire de la réception de Sade 1909-1939.
En 2020, sa troisième parution au Quartanier, Vie nouvelle, dont le titre provient d'une citation de Roland Barthes, est un hybride entre la poésie, l'essai, et le journal.
Trahan a également été directeur de la revue Estuaire de 2018 à 2021,. Il est actuellement professeur au département de littérature, théâtre et cinéma de l'Université Laval.

## Œuvres

### Poésie
- Nœud coulant, Montréal, Le Quartanier, 2013, 170 p.  (ISBN 9782896983759)
- La raison des fleurs, Montréal, Le Quartanier, 2017, 235 p.  (ISBN 9782896983599)
- Vie nouvelle, Montréal, Le Quartanier, 2020, 192 p.  (ISBN 9782896985180)

### Essai
- La Postérité du scandale : petite histoire de la réception de Sade 1909-1939, Montréal, Nota bene, 2017, 126 p.  (ISBN 9782895185499)

## Prix et honneurs
- 2013 - Prix Émile-Nelligan pour Nœud coulant[11]
- 2014 - Prix du Festival de la poésie de Montréal pour Nœud coulant[12]
- 2014 - Prix Alain-Grandbois pour Nœud coulant[13]
- 2018 - Prix littéraires du Gouverneur général pour La raison des fleurs[6]